# Tagblatt der Stadt Zürich
Das Tagblatt der Stadt Zürich ist das städtische Amtsblatt von Zürich. Es enthält nicht nur amtliche Nachrichten, sondern auch einen redaktionellen Teil mit Berichten zum Stadtgeschehen, Kurzgeschichten, Veranstaltungskalender, Kolumnen, Kleininserate und Werbung. Es ist gratis.
Alleinige Besitzerin des Tagblatts ist die Zeitungshaus AG von Christoph Blocher. Sie übernahm im Oktober 2018 die Herausgeberin des Tagblatts, die Tagblatt der Stadt Zürich AG, von Tamedia (65 %) und Lokalinfo AG (35 %).

## Allgemeines
Das Tagblatt der Stadt Zürich erscheint einmal wöchentlich am Mittwoch im Tabloidformat. Chefredaktorin ist seit Herbst 2016 Lucia M. Eppmann.
Seit Februar 2013 betreibt das Tagblatt auch ein Internet-Portal.
Ende 2013 kündigte der Zürcher Stadtrat den Vertrag mit dem Tagblatt der Stadt Zürich auf Ende 2016, weil neue submissionsrechtliche Vorschriften eine öffentliche Ausschreibung der Konzession verlangen. Geprüft wird zudem, die amtlichen Mitteilungen künftig vorzugsweise elektronisch zu publizieren, wie es auch auf Bundes- und Kantonsebene angestrebt wird. Der Vertrag trat 1985 für 10 Jahre in Kraft und wurde 1995 und 2005 jeweils stillschweigend um weitere 10 Jahre verlängert.
Das Tagblatt der Stadt Zürich hat eine WEMF-beglaubigte Auflage von 123'886 (Vj. 126'594) Exemplaren und erreicht 112'000 (Vj. 110'000) Leser (WEMF MACH Basic 2018-II).

## Geschichte

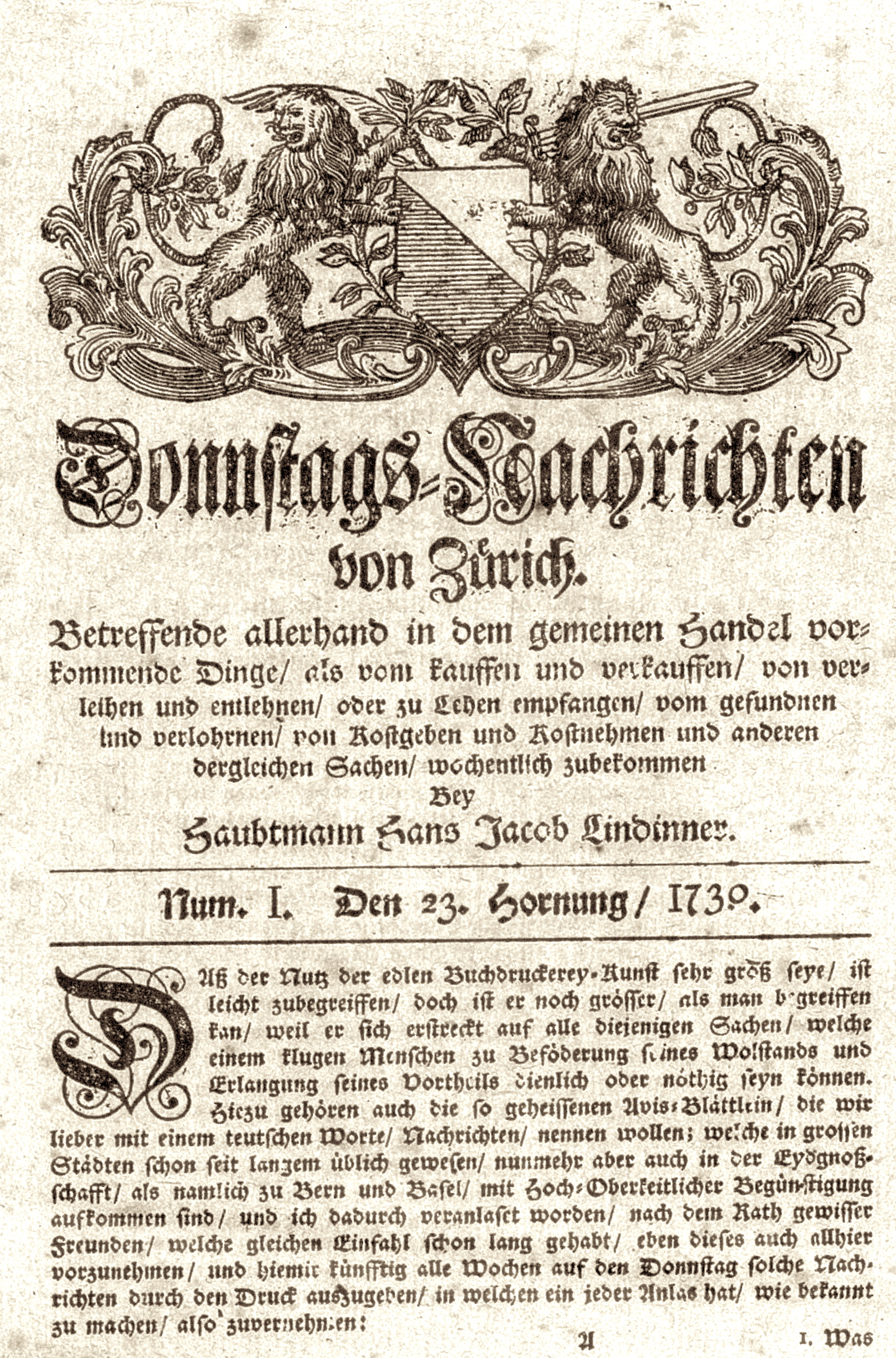
Erstausgabe vom 23. Februar 1730

Als Gründungszeitung des Tagblatts gelten die erstmals am 23. Februar 1730 vom im gleichen Jahr von Hans Jakob Lindinner gegründeten Zürcher Berichthaus herausgegebenen Donnstags-Nachrichten. Die Zeitung benannte sich 1781 in Donnstags-Blatt und 1801 in das zweimal wöchentlich erscheinende Zürcherische Wochenblatt um. Seit 1801 gab das Berichthaus parallel zum Zürcherischen Wochenblatt täglich (einschliesslich sonntags) ein Tagblatt der Stadt Zürich mit der von der Stadtpolizei geführten Fremdenliste heraus. Das Tagblatt übernahm schrittweise die Aufgaben des Zürcherischen Wochenblattes, worauf dieses ab 1843 nur noch mit zwei Seiten erschien und schliesslich ganz eingestellt wurde. Ende 1863 konnte das Tagblatt einen ersten Vertrag mit der Stadt Zürich als Amtsblatt abschliessen.
Mit dem Erscheinen im Jahr 1967 der Gratiszeitung Züri Leu erwuchs dem Tagblatt eine heftige Konkurrenz auf dem Anzeigenmarkt. Es sah sich 1974 gezwungen, auf Gratisverteilung umzustellen und schliesslich 1978 die Mehrheit der Berichthaus AG an den Herausgeber des Züri Leu, die Jean Frey AG, zu verkaufen.
Die Jean Frey AG verkaufte ihrerseits 1982 im Rahmen des «Zürcher Pressehandels» eine Mehrheit von 70 % an der Berichthaus AG weiter an den Tages-Anzeiger. Der Handel löste in der Öffentlichkeit eine grosse Diskussion aus. Der Zürcher Stadtrat verlangte die Schaffung einer breiteren Trägerschaft. Die Neue Zürcher Zeitung lehnte eine Beteiligung, die ihr vom Tages-Anzeiger angeboten wurde, jedoch wegen der nicht ausgewogenen Rechte der vorgesehenen Partner zunächst ab. Erst 1984 kam eine Vereinbarung zustande, und die Neue Zürcher Zeitung beteiligte sich mit 40 % an der neu geschaffenen Tagblatt der Stadt Zürich AG. Damit hielten Tages-Anzeiger und Neue Zürcher Zeitung je 40 % und Jean Frey 20 % am Tagblatt. Die vom Tages-Anzeiger ebenfalls angefragten Zeitungen Neue Zürcher Nachrichten und Volksrecht hatten eine Beteiligung abgelehnt.
In einer neutralen Redaktionskommission, die den Redaktionskurs und die Einhaltung des Redaktionsstatuts überwachen sollte, waren jedoch auch diese Zeitungen sowie der Stadtrat vertreten. Der Stadt wurde eine jährliche Konzessionsgebühr sowie eine Gewinnbeteiligung zugesichert. Gedruckt wurde das Tagblatt zunächst weiter bei Jean Frey, später beim Tages-Anzeiger und ab Januar 1990 bei der Neuen Zürcher Zeitung.
Die fast drei Jahre dauernden Verhandlungen hatten zum Ziel, nach Jahren der Unruhe um das städtische Amtsblatt wieder Stabilität zu schaffen. Der Vertrag zwischen dem Stadtrat und der Tagblatt der Stadt Zürich AG, der auf den 1. Januar 1985 in Kraft trat, erhielt deshalb eine Laufzeit von zehn Jahren. Damit endete eine lange Periode der Ungewissheit, und das Tagblatt kam aus der Zone der Verluste heraus.
Im Nachlassverfahren 1991 der Omni Holding des Financiers Werner K. Rey, zu der die Jean Frey AG inzwischen gehörte, erwarb der Tages-Anzeiger deren Anteil an der Tagblatt der Stadt Zürich AG. Die damit erreichte Mehrheit des Tages-Anzeigers am Tagblatt stiess auf keinen Widerstand mehr. 2007 erwarb er sogar einen weiteren Anteil von 25 % von der Tochter der Neuen Zürcher Zeitung, der Freien Presse Holding.
Als 1999 das norwegische Medienunternehmen Schibsted in Zürich die Gratiszeitung 20 Minuten und 2000 der schwedische Medienkonzern Metro International Metropol lancierten, bauten Tamedia und Neue Zürcher Zeitung als Abwehrmassnahme das Tagblatt zum farbigen Zürich Express aus. Das Produkt, das weiterhin auch Amtsblatt war, hatte auf dem Anzeigen- und Werbemarkt gegen 20 Minuten und Metropol jedoch keinen Erfolg. Tamedia drohte darauf, zusammen mit der Berner Zeitung auf Basis des Zürich Express eine Gratiszeitung unter dem Titel Express aufzubauen und ihr das Tagblatt der Stadt Zürich, zurückverwandelt aus dem Zürich Express, beizulegen. Die Drohung führte dazu, dass sich Tamedia und Berner Zeitung 2003 an 20 Minuten beteiligen und auf die Herausgabe des Express verzichten konnten. Metropol war von 20 Minuten bereits 2002 vom Markt verdrängt worden. Der Zürich Express wurde darauf Mitte 2003 mit neuem Layout wieder in das Tagblatt der Stadt Zürich zurückverwandelt.
2005 übernahm das Tagblatt der Stadt Zürich die Quartierzeitung Die Vorstadt, die in Zürich-Nord mit rund 37'000 Exemplaren jeweils mittwochs erscheint.
Als Folge der Regionalisierungsstrategie des Tages-Anzeigers (die 2012 rückgängig gemacht wurde) mit einer Split-Ausgabe auch für die Stadt Zürich wurde im November 2006 das Format des Tagblatts auf Tabloidformat geändert und die Erscheinungsweise von fünf- auf nur noch einmal wöchentlich (mittwochs) reduziert, womit die bisher publizierten tagesaktuellen Meldungen aus der Politik, über Unfälle oder Gerichtsprozesse entfielen. Der Name «Tagblatt» wurde trotzdem beibehalten. Die Reduzierung auf ein Wochenblatt führte zu Anfragen im städtischen Parlament an die Stadtregierung. Diese nahm mit Bedauern vom Entscheid der Eigentümer des Tagblatts Kenntnis, sah jedoch keine Verletzung des gültigen Vertrages.
2010 führte das Tagblatt für die rund 30'000 Deutschen in Zürich eine «Deutsche Seite von Deutschen für Deutsche, die in Zürich leben» ein, was anfänglich zu heftigen Kontroversen führte.
Im November 2016 übernahm die Lokalinfo AG Walter Freys von Tamedia 20 %  und im Juni 2017 15 % des Aktienkapitals der Tagblatt der Stadt Zürich AG. Ebenfalls im Juni 2017 übernahm Tamedia von der NZZ-Mediengruppe deren restlichen Anteil von 15 %, so dass Tamedias Anteil weiterhin 65 % betrug.
Am 10. März 2018 wurde bekannt, dass der 65-%-Anteil von Tamedia im Rahmen des Verkaufs der Basler Zeitung an Tamedia im 2. Quartal 2018 von der Zeitungshaus AG von Christoph Blocher übernommen wird. Die Wettbewerbskommission genehmigte am 11. Oktober 2018 die Übernahme der Basler Zeitung durch Tamedia, womit die (von der Wettbewerbskommission nicht geprüfte) Übernahme des Anteils des Tagblatts durch die Zeitungshaus AG erfolgen konnte. Die Zeitungshaus AG übernahm auch den 35-%-Anteil am Tagblatt der Lokalinfo AG und wurde damit alleinige Besitzerin des Tagblatts.